# Liz Truss
Mary Elizabeth (Liz) Truss (Oxford (Verenigd Koninkrijk), 26 juli 1975) is een Brits politica van de Conservatieve Partij. Zij was van 6 september tot 25 oktober 2022 premier van het Verenigd Koninkrijk als leider van het kabinet-Truss, en is daarmee de kortst zittende premier in de Britse geschiedenis.
Truss was eerder minister voor Internationale Handel, minister van Buitenlandse Zaken en minister voor Vrouwen en Gelijkheid. Zij was van 2010 tot 2024 lid van het Lagerhuis voor South West Norfolk.

## Biografie
Truss groeide op in een politiek linksgeoriënteerd gezin, in Paisley en Leeds. Ze studeerde Philosophy, Politics and Economics aan het Merton College van de Universiteit van Oxford, waar zij voorzitter was van de Oxford University Liberal Democrats. In 1996 studeerde ze af en sloot zich vervolgens aan bij de Conservatieve Partij. Ze werkte als econoom bij Shell, waar ze ook de opleiding tot registeraccountant afrondde. Daarna werd ze achtereenvolgens economisch directeur bij het telecombedrijf Cable & Wireless en adjunct-directeur van de denktank Reform.

### Lagerhuis
Bij de Lagerhuisverkiezingen van 2010 werd ze verkozen voor het kiesdistrict South West Norfolk. Als backbencher riep Truss op tot hervormingen binnen een aantal beleidsterreinen, waaronder kinderopvang, wiskunde-onderwijs en de economie. Ze stichtte de Free Enterprise Group van Conservatieve parlementsleden. Met haar fractiegenoten Kwasi Kwarteng, Priti Patel, Dominic Raab en Chris Skidmore publiceerde ze als co-auteur twee boeken met reflecties op de toekomst van het moderne Verenigd Koninkrijk: After the Coalition: A Conservative Agenda for Britain (2011) en Britannia Unchained: Global Lessons for Growth and Prosperity (2012).

### Minister

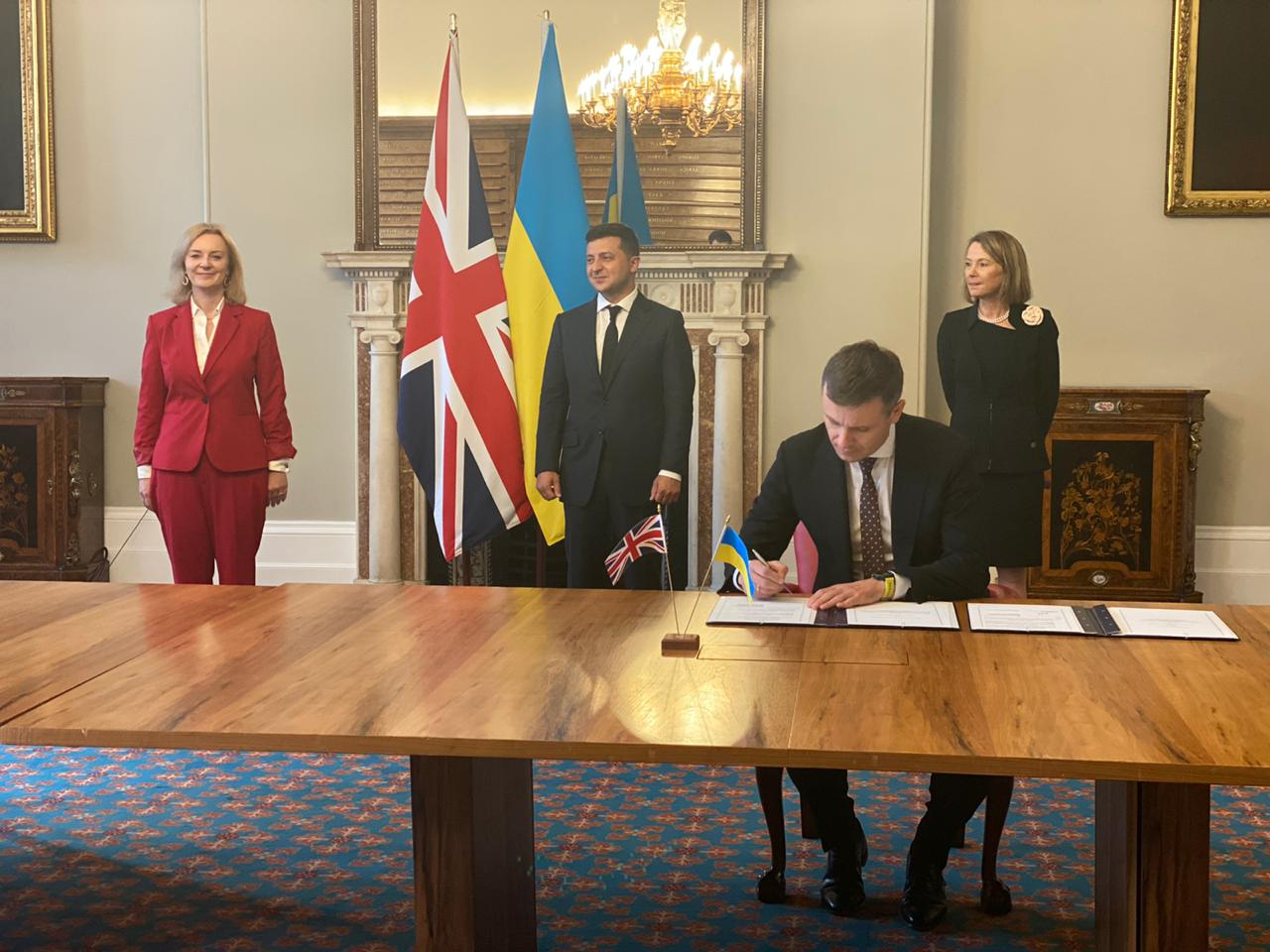
Truss ontvangt de Oekraïense president Zelensky bij zijn bezoek aan het Verenigd Koninkrijk in oktober 2020.

Truss was sinds 2012 opeenvolgend bewindspersoon in de kabinetten Cameron I (2012-2015), Cameron II (2015-2016), May I (2016-2017), May II (2017-2019), Johnson I (juli-december 2019) en Johnson II (2019-2022). Ze was staatssecretaris voor Onderwijs van 2012 tot 2014, minister van Milieu, Voedselvoorziening en Agrarisch Zaken van 2014 tot 2016, minister van Justitie van 2016 tot 2017 en onderminister voor Financiën van 2017 tot 2019. Op 24 juli 2019 benoemde Boris Johnson haar tot minister voor Internationale Handel in zijn eerste kabinet. Deze post behield zij in het kabinet-Johnson II. Bij een ministeriële herschikking van dit kabinet werd zij op 15 september 2021 Foreign Secretary, minister van Buitenlandse Zaken.

### Partijleider en premier
Op 7 juli 2022 kondigde Johnson aan af te zullen treden als partijleider van de Conservatieve Partij en premier. Drie dagen later stelde Truss zich als elfde kandidaat beschikbaar om hem op te volgen. Zij bereikte op 20 juli met Rishi Sunak de laatste ronde van de verkiezing tot partijleider. Zij kreeg in de voorlaatste ronde steun van 113 Conservatieve parlementariërs, tegen 137 voor Sunak (en 105 voor de derde overgebleven kandidaat Penny Mordaunt). Op 2 september 2022 koos 57,4% van de 172.437 partijleden (opkomst 82,4%) haar als partijleider en daarmee als premier.
De beëdiging van Truss tot premier door koningin Elizabeth II vond plaats op 6 september 2022. In verband met de broze gezondheid van de bejaarde vorstin gebeurde dit bij uitzondering op Balmoral Castle in Schotland, waar Elizabeth op vakantie was, en niet in Buckingham Palace in Londen. Twee dagen later overleed Elizabeth II. Truss werd daarmee de laatste van de vijftien premiers die onder Elizabeth II dienden, en de eerste onder koning Charles III.
Truss benoemde in kabinet-Truss bijna uitsluitend personen die haar campagne hadden gesteund; alleen een aantal lagere functies ging naar supporters van haar tegenstander Sunak. Commentatoren zagen dit als een gemiste kans om het draagvlak voor haar premierschap binnen de Conservatieve fractie te vergroten. Haar regering was zeer divers qua man-vrouwverdeling en etnische achtergrond van de bewindslieden, ook in de hoogste functies.

#### Crisis over economisch beleid
Op 23 september 2022 presenteerde Truss' minister van Financiën Kwasi Kwarteng een pakket maatregelen die tot doel hadden om economisch herstel te stimuleren, en die door Truss tijdens haar leiderschapscampagne waren aangekondigd. Het pakket bestond onder andere uit belastingverlagingen, het schrappen van een voorgestelde verhoging van de sociale lasten en vennootschapsbelasting, en het verlagen van de overdrachtsbelasting voor huizen.
De financiële markten reageerden zeer negatief, zoals voorspeld door Sunak. Het Britse pond en kortlopende staatsobligaties daalden na de bekendmaking van de plannen scherp in waarde. De Bank of England voelde zich twee keer gedwongen op grote schaal staatsobligaties op te kopen om te voorkomen dat pensioenfondsen in de problemen zouden komen. De koers van het Britse pond bereikte ten opzichte van de Amerikaanse dollar een historisch dieptepunt.
Op 3 oktober trokken Truss en Kwarteng tijdens de jaarlijkse conferentie van de Conservatieve Partij hun voorstel in om het hoogste tarief van de inkomstenbelasting (45%) af te schaffen. Een opiniepeiling gaf kort na de conferentie aan dat de waardering voor Truss onder de kiezers na vier weken in functie lager was dan die voor haar voorgangers Theresa May en Johnson vlak voor hun aftreden.
Op 14 oktober draaide Truss een tweede belangrijk element van haar begrotingsplan terug: de verhoging van de vennootschapsbelasting ging toch door. Kwarteng werd door haar gedwongen af te treden als minister van Financiën. Hij werd vervangen door parlementslid Jeremy Hunt, die zelf had meegedaan aan de partijleiderschapsverkiezing en na zijn uitschakeling de financiële plannen van Truss' tegenstrever Sunak had gesteund. Hunt draaide binnen een week bijna alle financiële maatregelen terug die Kwarteng op 23 september had aangekondigd en die de kern vormden van het economisch beleid waarmee Truss campagne had gevoerd.
Truss' draagvlak binnen de Conservatieve Partij was inmiddels zo gekrompen dat er openlijk gepraat werd over de noodzaak haar als partijleider en premier te vervangen. Haar positie werd verder bemoeilijkt toen op 19 oktober 2022 Suella Braverman ontslag nam als minister van Binnenlandse Zaken. Officieel omdat ze met haar persoonlijk e-mailadres kabinetstukken had verzonden, iets dat niet is toegestaan. Volgens verschillende bronnen was de directe aanleiding echter een conflict met Truss en Hunt over de versoepeling van het visumbeleid, waartegen Braverman zich verzette.
In haar afscheidsbrief uitte ze scherpe kritiek op het regeringsbeleid. Later die dag verliep een stemming in het Lagerhuis aan de Conservatieve kant chaotisch omdat de regering verwarrende steminstructies had gegeven. De Speaker van het Lagerhuis gaf opdracht tot een onderzoek naar berichten dat Conservatieve parlementariërs tijdens de stemprocedure door de fractieleiding fysiek zouden zijn geïntimideerd.

#### Ontslag
Truss trad op 20 oktober 2022, 44 dagen na haar aantreden als premier, af als partijleider en kondigde aan af te treden als premier zodra een nieuwe partijleider was verkozen. Op 25 oktober diende ze haar ontslag in bij de koning en werd ze opgevolgd door Rishi Sunak. Truss is de kortst zittende premier van het Verenigd Koninkrijk; ze was 49 dagen in functie. Zij bleef als backbencher lid van het Lagerhuis. Bij de Lagerhuisverkiezingen van 4 juli 2024 werd ze niet herkozen.

## Politieke standpunten
Truss staat bekend als economisch liberaal en is een voorstander van vrijhandel. Zij was oprichter van de Free Enterprise Group, een groep Conservatieve parlementariërs die pleiten voor een meer ondernemersvriendelijke economie en minder arbeidswetten. Zij sprak zich ook als minister voor Vrouwen en Gelijkheid uit tegen de zogenaamde 'woke' cultuur. Als minister van Buitenlandse Zaken werd ze tot de 'haviken' gerekend, vooral als het ging om relaties met Rusland en China, en om Brexit.
Walpole · 
Compton · 
Pelham · 
Pelham-Holles · 
Cavendish · 
Stuart · 
G. Grenville · 
Charles Watson-Wentworth · 
Pitt de Oudere · 
FitzRoy · 
North · 
Petty · 
Cavendish-Bentinck · 
Pitt de Jongere · 
Addington · 
W.W. Grenville · 
Perceval · 
Jenkinson · 
Canning · 
Robinson · 
Wellesley · 
Grey · 
Lamb · 
Peel · 
Russell · 
Smith-Stanley · 
Hamilton-Gordon · 
Temple · 
Disraeli · 
Gladstone · 
Gascoyne-Cecil · 
Primrose · 
Balfour · 
Campbell-Bannerman · 
Asquith · 
Lloyd George · 
Law · 
Baldwin · 
MacDonald · 
Chamberlain · 
Churchill · 
Attlee · 
Eden · 
Macmillan · 
Douglas-Home · 
Wilson · 
Heath · 
Callaghan · 
Thatcher · 
Major · 
Blair · 
Brown · 
Cameron · 
May · 
Johnson · 
Truss ·
Sunak ·
Starmer
- Gemeinsame Normdatei: 1249372569
- International Standard Name Identifier: 0000 0000 7934 9950
- Library of Congress Control Number: nb2010012031
- Système universitaire de documentation: 258044497
- Virtual International Authority File: 121119665
- WorldCat: E39PBJrgG4xDwTCW8FmGF4YByd